# ФК Мрамор
ФК Мрамор је српски фудбалски клуб из Мрамора, Ниш и тренутно се такмичи у Нишкој зони, четвртом такмичарском нивоу српског фудбала. Клуб је основан 1952. године.

## Историја
У сезони 2009/10. заузео је 1. место у Првој Нишкој лиги и пласирао се у Нишку зону.